# Tossal de la Truita
El Tossal de la Truita o pic de Perafita és una muntanya de 2.753 metres que es troba entre els municipis de Lles de Cerdanya, a la comarca de la Baixa Cerdanya i Andorra.
Aquest cim està inclòs al llistat dels 100 cims de la FEEC